# Útěchov
Útěchov (deutsch Uttigsdorf) ist eine Gemeinde im Okres Svitavy, etwa zwei Kilometer südwestlich von Moravská Třebová. Der Ort hat 231 Einwohner.

## Geschichte
Das Dorf gehörte urkundlich schon seit 1365 zum Gute Mährisch Trübau. Das Gemeindegebiet umfasste 545 Hektar. Uttigsdorf befand sich in der deutschen Sprachinsel Schönhengstgau. Bis zur Vertreibung 1945/46 war das Dorf ausschließlich von Deutschen bewohnt.